# Río Olnie
Río Olnie, ou simplement El Olnie, est une localité rurale argentine située dans le département de Río Chico, dans la province de Santa Cruz. La ville patagonienne d'El Olnie est un lieu connu pour les touristes et un lieu de rencontre pour les locaux et la population locale. Elle se trouve à 63 km de Bajo Caracoles, 268 km de Perito Moreno, et 330 km de Gobernador Gregores.